# Христина Калчева
Христина Калчева е българска лекоатлетка.
Родена е на 29 май 1977 година в Алексин, Русия. Състезава се в дисциплината скок на височина.
Става световен шампион в зала през 1999 година. Участва в Олимпийските игри в Сидни през следващата 2000 година.